# 日向坂46潮紗理菜のサリマカシーラジオ
日向坂46潮紗理菜のサリマカシーラジオ（ひなたざかフォーティーシックスうしおさりなのサリマカシーラジオ）は、2023年4月4日から12月26日まで、InterFM897で放送していたラジオ番組。地上波での放送終了後、2024年9月3日からはインターネット番組『潮紗理菜のサリマカシーラジオ』として配信。
パーソナリティは日向坂46の潮紗理菜。

## 概要
潮にとって、初となるソロ冠レギュラーラジオ番組。
番組ハッシュタグは「#サリマカ897」。
2023年8月8日、番組初の生放送として特別番組「夏の8祭り生放送1時間SP」が、放送時間を22:00 - 23:00に変更しオンエア。
2023年12月26日、潮が2023年末をもって日向坂46を卒業することに伴い、自身26歳の誕生日でもあるこの日、生放送にて特別番組「最終回＆誕生日SP」が、放送時間を22:00 - 23:00に変更しオンエア。この回をもって放送終了となった。
その後、2024年に潮がセント・フォースに所属し活動を再開したことから、2024年9月3日よりAuDeeでの配信番組『潮紗理菜のサリマカシーラジオ』として再開。前半部分は制限なく、後半部分は有料のメンバーシップ制で聴取可能となっている。

## コーナー
潮紗理菜のおっしゃり菜
リスナーからトークテーマや質問を募集し、好みの話題や今、興味があることなどを自由に話すコーナー。
響け! ガムランボール
リスナーから悩みや相談などを募集し、解決出来ることはして、最終的にガムランボールを鳴らし悩みを吹き飛ばすコーナー。
僕の私の美しい未完成
リスナーから秘めた思い出、作品や経験など言い尽くせていない気持ちを募集し、意味ある未完成を代弁し称えるコーナー。
ふつおた
普通のお便りをリスナーから募集して読むコーナー。

### ミニコーナー
紗理菜のヒトコト
リスナーから番組の冒頭で話す一言を募集し、そのフレーズから番組をスタートさせる。

## 放送時間
| 放送期間                      | 放送時間             | 放送局     | 対象地域 | 備考  |
| ----------------------------- | -------------------- | ---------- | -------- | ----- |
| 2023年4月4日 - 2023年12月26日 | 火曜日 23:30 - 24:00 | InterFM897 | [ 注 1 ] | [ 1 ] |

| 放送期間                      | 放送時間              | 配信元 | 備考     |
| ----------------------------- | --------------------- | ------ | -------- |
| 2022年4月4日 - 2023年12月26日 | 火曜日 24:00 配信開始 | AuDee  | [ 注 2 ] |
| 2024年9月3日 -                | 火曜日 20:00 配信開始 | AuDee  |          |

## スタッフ

### 現在のスタッフ
- 構成 - 佐藤満春[10]